# 江宜玲
江宜玲 (英語：Joyce Chiang, 1970年12月7日—1999年1月9日)是一位美国台灣裔律师。

## 生平
1970年出生于一个台湾移民家族，排行老三，是四个孩子中唯一的女儿。毕业于史密斯学院和乔治城大学法律中心，之后在美国移民及归化局担任律师。1999年1月9日在华盛顿哥伦比亚特区失踪，后发现已遇害。2011年5月16日悬案告破，但因无足够证据，最后裁决确定不起诉两位凶嫌。

## 家庭
- 大哥江俊辉曾担任加利福尼亚州审计长。
- 二哥在德克萨斯州行医。
- 四弟江俊立任职于美国住房与城市发展部。